# Зимовище (Чорнобильський район)
Зимовище — колишнє село в Україні, за 6 км від ЧАЕС та за 20 км від колишнього райцентру — міста Чорнобиль, в Іванківському районі Київської області. До 1986 року входило до складу Чорнобильського району і було центром сільської ради.
Час виникнення села невідомий.
1887 року у селі мешкало 353 особи.
1900 року у 81 дворах мешкало 535 мешканців, що займалися здебільшого хліборобством. У селі діяла школа грамоти.
У селі було 3 вітряки.
1928 року повз село прокладено залізницю та відкрито роз'їзд Прип'ять (згодом Зимовище).
Довідкове видання «Історія міст і сіл УРСР» 1971 року подає такі дані про село:
«Зимовище — село, центр сільської Ради. Населення — 790 чоловік. У Зимовищах — центральна садиба радгоспу „Прип'ятський“. Господарство має 11,8 тис. га сільськогосподарських угідь, з них 2,5 тис. га орної землі. 4 працівники радгоспу нагороджені орденами й медалями СРСР. У селі є восьмирічна школа, клуб, бібліотека. 14 жителів — учасників Великої Вітчизняної війни — нагороджено орденами й медалями СРСР. На території села виявлено залишки поселень доби неоліту та бронзи».
На межі 1970-80-х рр. у селі проживало близько 710 мешканців.
Напередодні аварії на ЧАЕС у селі проживало 622 мешканці та було 267 дворів. Сільській Раді підпорядковані населені пункти Крива Гора та Старосілля. 
Після аварії на станції 26 квітня 1986 село було відселене внаслідок сильного забруднення, мешканці переселені у села Лукаші та Рудницьке. Виселене внаслідок сильного радіоактивного забруднення. Офіційно зняте з обліку 1999 року за відсутністю жителів. Після Чорнобильської катастрофи село увійшло до 10-кілометрової зони відчуження.
Частина території села згоріла під час лісових пожеж у 1996 році.
Частина території села згоріла під час лісових пожеж у 2020 році.
З кінця лютого до 1 квітня 2022 року село було окуповане російськими військами.